# Musée estonien des sapeurs-pompiers
Le musée estonien des sapeurs-pompiers est un musée consacré à la présentation du l'histoire et du patrimoine liés à la lutte contre les incendies en Estonie. Le premier service de pompiers volontaires en Estonie a été créé en 1788, par la Confrérie des têtes noires et fut l'une des premières brigades de lutte contre les incendies dans l'Europe contemporaine. Les premiers services d'incendie professionnels ont été créés peu après la fin de la Première Guerre mondiale, en 1919 

## Histoire
Le Musée estonien des sapeurs-pompiers a été créé en 1974, ce qui en fait l'un des plus anciens musées de la lutte contre les incendies actifs d'Europe de l'Est. En 1974-2003, le musée était situé dans la caserne de pompiers historique de la rue Vana-Viru. Depuis 2007, le Firefighting Museum est situé dans la caserne des pompiers de la rue Raua. Les collections permanentes comportent du matériel de lutte contre les incendies ancien. Un projet d'agrandissement du musée est à l'étude, y compris pour ouvrir l'exposition à des camions de pompiers et pour utiliser la tour historique de la caserne des pompiers.

## Voir également
- Office estonien de sauvetage